# Pożytek pszczeli
Pożytek pszczeli – zebrane przez pszczoły surowce pochodzenia roślinnego, wykorzystywane przez nie do wyrobu miodu i pierzgi.

## Pokarm i surowiec
Pożytek pszczeli przyniesiony do ula, czyli wziątek pszczeli, to zebrane pyłki kwiatowe, nektar oraz spadź (czyli odpowiednio – pożytek pyłkowy, nektarowy lub spadziowy), będące pokarmem oraz surowcem przerabianym przez pszczoły na miód i pierzgę. Do pożytków zalicza się także kit pszczeli, czyli żywiczne wydzieliny pokrywające pąki roślin.
Wyróżnia się pożytek pszczeli wiosenny (zwany wczesnym), pożytek pszczeli letni oraz późnoletni (zwany późnym). Pożytek letni stanowiący główne źródło surowca do wytwarzania miodu występuje zazwyczaj na przełomie czerwca i lipca, tj. podczas kwitnienia licznych roślin miododajnych, dlatego też nazywany jest pożytkiem pszczelim głównym.